# NGC 1566
NGC 1566, ibland känd som Spanska dansaren, är en Seyfertgalax i stjärnbilden Svärdfisken belägen cirka 3,5° söder om stjärnan Gamma Doradus. Den upptäcktes den 28 maj 1826 av den skotska astronomen James Dunlop. Med magnitud 10, kräver den ett teleskop för att kunna observeras. Avståndet till galaxen är fortfarande (2019) svårt att fastställa, med mätningar från 6 Mparsec upp till 21 Mparsec. Dess luminositet motsvarar 37 miljarder gånger solens.
Galaxen ingår i NGC 1566-undergruppen i Doradogruppen, där den är den dominerande och ljusaste medlemmen (även om Kilborn et al. (2005) listade den som den näst ljusaste medlemmen i NGC 1566-gruppen efter NGC 1553). Röntgenstrålningen från gruppen domineras av galaxens heta gashalo, som sträcker sig ut till 29 kparsec innan den sammansmälter med bakgrundsstrålningen. Galaxen verkar interagera med mindre medlemmar i dess undergrupp. Radiostrålning tyder på att skivan är asymmetrisk och att den neutrala vätgasen uppvisar en mild skevhet.
Den morfologiska klassificeringen av NGC 1566 är SAB(rs)bc, vilket anger en spiralgalax med en svag stavstruktur runt kärnan (SAB), en ofullständig ring runt staven (rs) och med slingrande armar (bc). Spiralarmarna är starka och symmetriska. Galaktiska planet lutar i en vinkel av 31 ± 7° i förhållande till siktlinjen mot jorden och storaxeln är orienterad längs en positionsvinkel av 219 ± 4°. Galaxens nordvästra sida är mer starkt skymd av stoft, vilket tyder på att det är den närliggande sidan. Massförhållandet mellan neutral vätgas och stjärnornas massa är 0,29, vilket är i överkant för en galax med denna massa. Absolut luminositet är 3,7 × 1010 gånger solens, och beräknas innehålla 1,4 × 1010 solmassor av neutral vätgas.
NGC 1566 är en aktiv galax med många egenskaper av Seyfert-typ 1, även om den exakta typen fortfarande är osäker. Det är en av de närmaste och ljusaste Seyfert-galaxerna. Massan av det supermassiva svarta hålet i centrum uppskattas till (1,3 ± 0,6) × 107 solmassor. Galaxens närhet, tillsammans med starka spiralarmar och en aktiv kärna, har gjort den till föremål för mycket vetenskaplig forskning inom astronomi. Det är den närmaste kända CL AGN-galaxen.

## Supernovor
Tre supernovor har observerats i NGC 1566:
- SN 2010el (typ Iax, magnitud 16,8) upptäcktes av Berto Monard från Sydafrika den 19 juni 2010. Den lokaliserades 13 bågsekunder västerut och 22 bågsekunder söder om galaxens centrum.[19][20][21]
- SN 2021aefx (typ Ia, magnitud 17,24) upptäcktes av Distance Less Than 40 Mpc Survey (DLT40) den 11 november 2021.[22] Den nådde magnitud 12, vilket gör den till den ljusaste supernovan 2021.[23]
- ASASSN-14ha (typ II, magnitud 14,6) upptäcktes av All Sky Automated Survey for SuperNovae (ASAS-SN) den 10 september 2014.[24]

## Galleri

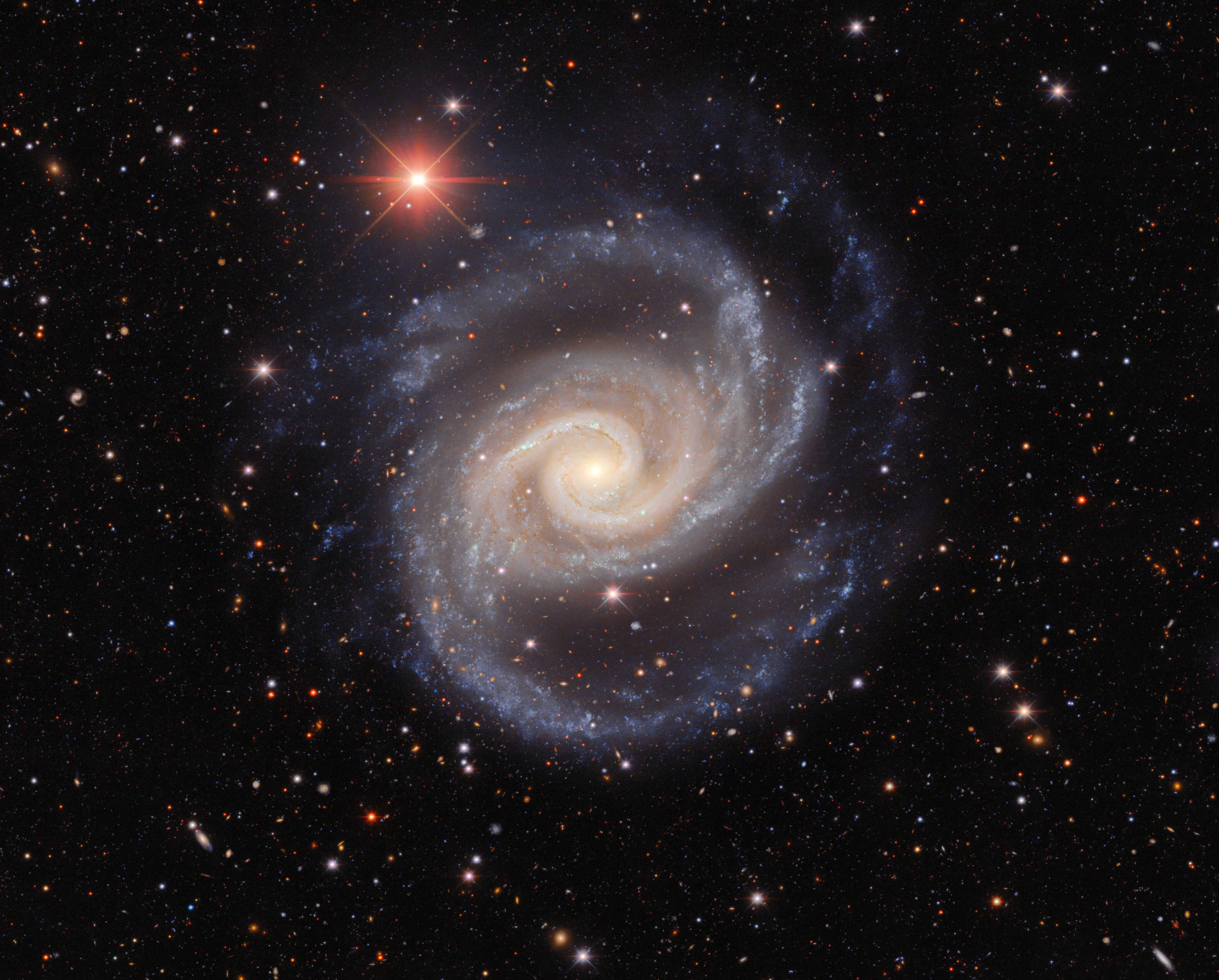
Spansk dansare-galaxen i en bild från NSF:s NOIRLab i Chile
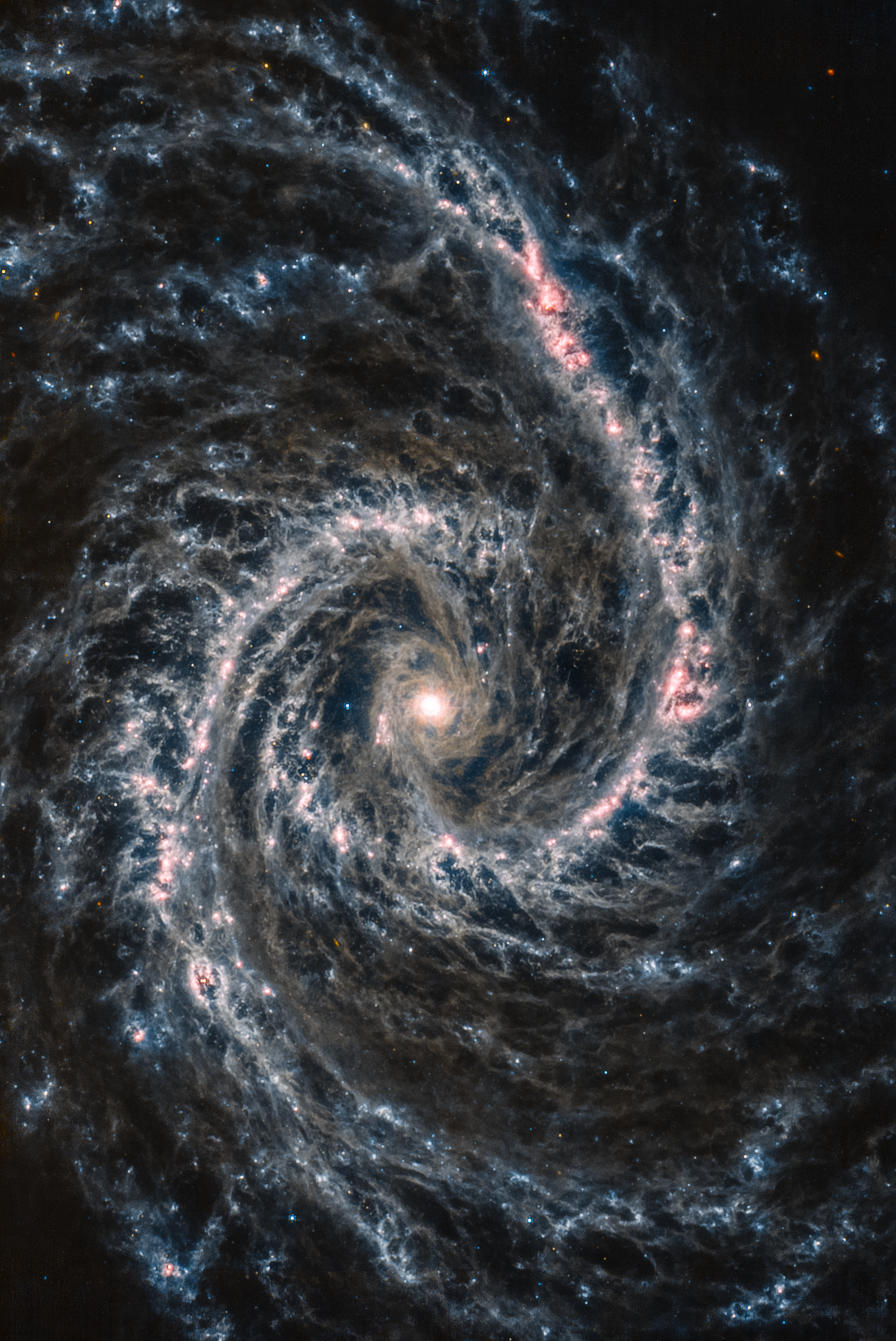
Bild av NGC 1566 tagen med James Webb-teleskopets mid-infraröda instrument
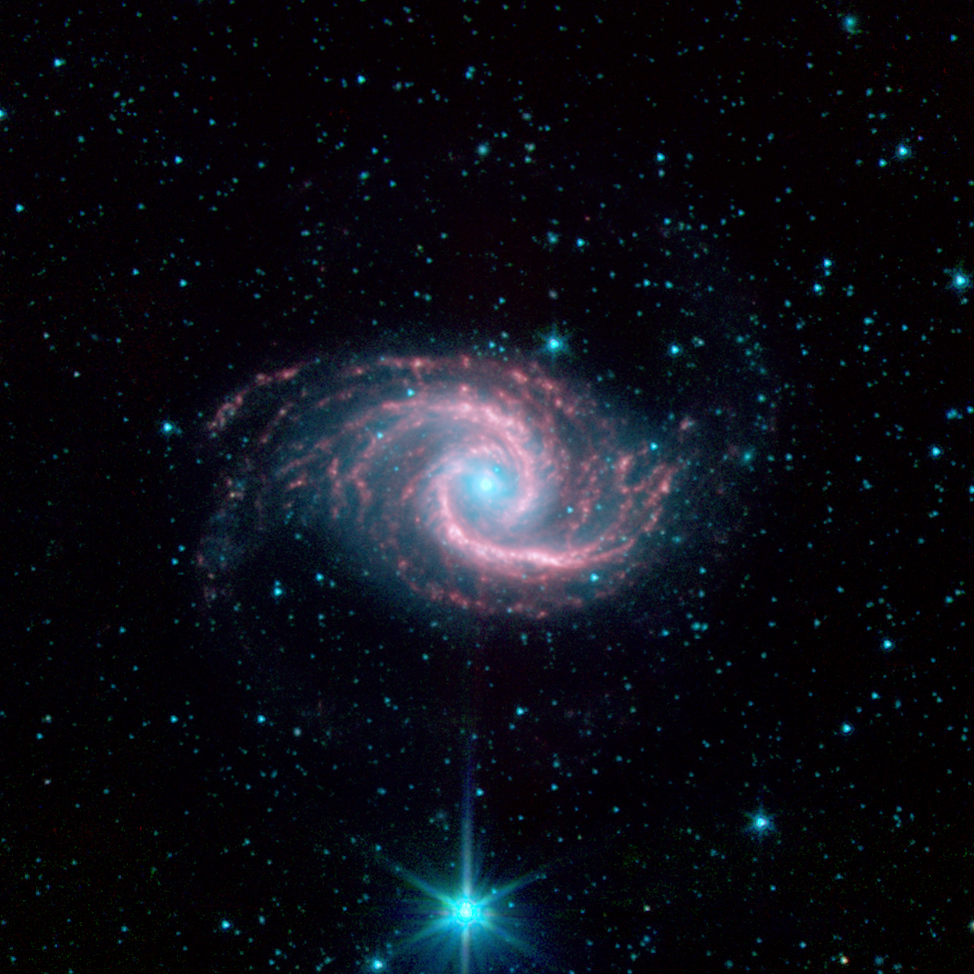
Infraröd bild av NGC 1566 tagen med Spitzerteleskopet